# ロレンズ・ラーキン
ロレンズ・ラーキン（Lorenz Larkin、男性、1986年9月3日 - ）は、アメリカ合衆国の総合格闘家。カリフォルニア州リバーサイド出身。ミレニアMMA所属。ロレンツ・ラーキンとも表記される。
スイッチヒッターでスピードを活かしたローキックなどの蹴り技を得意とする。

## 来歴
ボクシングとカンフーを学び、2009年に総合格闘技デビュー。

### Strikeforce
2012年1月7日、Strikeforce: Rockhold vs. Jardineでキング・モーと対戦し、パウンドでKO負け。試合後の薬物検査でモーからドロスタノロンの陽性反応が検出されたため、ネバダ州アスレチック・コミッションの裁定で試合結果がノーコンテストに変更された。
2012年7月14日、Strikeforce: Rockhold vs. Kennedyでロビー・ローラーと対戦し、3-0の判定勝ちを収めた。

### UFC
2013年4月20日、UFC初参戦となったUFC on FOX 7でフランシス・カーモンと対戦し、0-3の判定負けを喫した。
2014年5月10日、UFC Fight Night: Brown vs. Silvaでミドル級ランキング12位のコスタ・フィリッポウと対戦し、KO負け。
2015年1月18日、UFC Fight Night: McGregor vs. Siverでジョン・ハワードと対戦し、パウンドでTKO勝ち。パフォーマンス・オブ・ザ・ナイトを受賞した。
2015年6月27日、UFC Fight Night: Machida vs. Romeroでサンチアゴ・ポンジニッビオと対戦し、パウンドでTKO勝ち。ファイト・オブ・ザ・ナイトを受賞した。
2016年8月20日、UFC 202でウェルター級ランキング7位のニール・マグニーと対戦し、TKO勝ち。
2016年12月6日、ラーキンはUFC5勝5敗でフリーエージェントを果たした。

### Bellator
2017年6月24日、Bellator初参戦となったBellator NYCの世界ウェルター級タイトルマッチでドゥグラス・リマと対戦し、0-3の判定負けを喫し王座獲得に失敗した。
2018年1月26日、Bellator 193でフェルナンド・ゴンザレスと対戦し、3-0の判定勝ち。Bellator初勝利となった。

## 戦績
| 総合格闘技 戦績 | 総合格闘技 戦績 | 総合格闘技 戦績 | 総合格闘技 戦績 | 総合格闘技 戦績 | 総合格闘技 戦績 | 総合格闘技 戦績 |
| --------------- | --------------- | --------------- | --------------- | --------------- | --------------- | --------------- |
| 37 試合         | (T)KO           | 一本            | 判定            | その他          | 引き分け        | 無効試合        |
| 27 勝           | 15              | 0               | 12              | 0               | 0               | 2               |
| 8 敗            | 2               | 0               | 6               | 0               | 0               | 2               |

| 勝敗 | 対戦相手                   | 試合結果                                   | 大会名                                                                    | 開催年月日     |
| ○    | レヴァン・チョケリ         | 1R 1:53 KO（右ストレート→パウンド）        | Bellator Champions Series 4: Nurmagomedov vs. Shabliy                     | 2024年9月7日   |
| ○    | アラン・ドミンゲス         | 1R 4:46 TKO（パウンド）                    | PFL 6                                                                     | 2024年6月28日  |
| ×    | アンドレイ・コレシュコフ   | 5分3R終了 判定1-2                          | 超RIZIN.2                                                                 | 2023年7月30日  |
| ○    | ムハメッド・ベルハモフ     | 1R 1:41 KO（右肘打ち）                     | Bellator 290: Bader vs. Fedor 2                                           | 2023年2月4日   |
| －   | ムハメッド・ベルハモフ     | 1R 2:52 ノーコンテスト（後頭部への肘打ち） | Bellator 283: Lima vs. Jackson                                            | 2022年7月22日  |
| ○    | カイル・スチュワート       | 1R 4:44 TKO（パウンド）                    | Bellator 280: Bader vs. Kongo 2                                           | 2022年5月6日   |
| ○    | ハファエル・カルバーリョ   | 5分3R終了 判定2-1                          | Bellator 258: Archuleta vs. Pettis                                        | 2021年5月7日   |
| ○    | 中村K太郎                  | 5分3R終了 判定3-0                          | Bellator JAPAN 【RIZIN×BELLATOR対抗戦 中堅戦】                            | 2019年12月29日 |
| ○    | アンドレイ・コレシュコフ   | 5分3R終了 判定2-1                          | Bellator 229                                                              | 2019年10月4日  |
| ○    | イオン・パシュク           | 5分3R終了 判定3-0                          | Bellator 207                                                              | 2018年10月12日 |
| ○    | フェルナンド・ゴンザレス   | 5分3R終了 判定3-0                          | Bellator 193: Larkin vs. Gonzalez                                         | 2018年1月26日  |
| ×    | ポール・デイリー           | 2R 2:40 KO（左フック→パウンド）            | Bellator 183: Henderson vs. Pitbull                                       | 2017年9月23日  |
| ×    | ドゥグラス・リマ           | 5分5R終了 判定0-3                          | Bellator NYC: Sonnen vs. Silva 【Bellator世界ウェルター級タイトルマッチ】 | 2017年6月24日  |
| ○    | ニール・マグニー           | 1R 4:08 TKO（肘打ち連打）                  | UFC 202: Diaz vs. McGregor 2                                              | 2016年8月20日  |
| ○    | ホルヘ・マスヴィダル       | 5分3R終了 判定2-1                          | UFC Fight Night: Almeida vs. Garbrandt                                    | 2016年5月29日  |
| ×    | アルバート・トゥメノフ     | 5分3R終了 判定1-2                          | UFC 195: Lawler vs. Condit                                                | 2016年1月2日   |
| ○    | サンチアゴ・ポンジニッビオ | 2R 3:07 TKO（左フック→パウンド）           | UFC Fight Night: Machida vs. Romero                                       | 2015年6月27日  |
| ○    | ジョン・ハワード           | 1R 2:17 TKO（パウンド）                    | UFC Fight Night: McGregor vs. Siver                                       | 2015年1月18日  |
| ×    | デレク・ブランソン         | 5分3R終了 判定1-2                          | UFC 177: Dillashaw vs. Soto                                               | 2014年8月30日  |
| ×    | コスタ・フィリッポウ       | 2R 3:47 KO（スタンドパンチ連打）           | UFC Fight Night: Brown vs. Silva                                          | 2014年5月10日  |
| ×    | ブラッド・タヴァレス       | 5分3R終了 判定0-3                          | UFC Fight Night: Rockhold vs. Philippou                                   | 2014年1月15日  |
| ○    | クリス・カモージー         | 5分3R終了 判定3-0                          | UFC: Fight for the Troops 3                                               | 2013年11月6日  |
| ×    | フランシス・カーモン       | 5分3R終了 判定0-3                          | UFC on FOX 7: Henderson vs. Melendez                                      | 2013年4月20日  |
| ○    | ロビー・ローラー           | 5分3R終了 判定3-0                          | Strikeforce: Rockhold vs. Kennedy                                         | 2012年7月14日  |
| －   | キング・モー               | ノーコンテスト（薬物検査失格）             | Strikeforce: Rockhold vs. Jardine                                         | 2012年1月7日   |
| ○    | ニック・ロスボロー         | 5分3R終了 判定3-0                          | Strikeforce Challengers 19                                                | 2011年9月23日  |
| ○    | ジャン・ヴィランテ         | 5分3R終了 判定3-0                          | Strikeforce Challengers 16                                                | 2011年6月24日  |
| ○    | スコット・ライティ         | 2R 3:15 TKO（スタンドパンチ連打）          | Strikeforce Challengers 15                                                | 2011年4月1日   |
| ○    | マイク・クック             | 2R 3:32 TKO（パンチ連打）                  | MEZ Sports: Pandemonium 4                                                 | 2011年2月25日  |
| ○    | ヘクター・カリージョ       | 1R 2:57 KO（打撃）                         | MEZ Sports: Pandemonium 3 【MEZ Sportsライトヘビー級王座決定戦】          | 2010年11月19日 |
| ○    | リック・スレイトン         | 1R 1:06 KO（パンチ連打）                   | MEZ Sports: Pandemonium 2                                                 | 2010年9月11日  |
| ○    | ジョアン・アシス           | 1R 1:43 KO（パンチ連打）                   | Respect in the Cage                                                       | 2010年7月24日  |
| ○    | スコット・カーソン         | 1R 2:54 KO（パンチ連打）                   | MEZ Sports: Pandemonium at the Palladium                                  | 2010年6月12日  |
| ○    | リック・ギーエン           | 1R 2:30 KO（パンチ連打）                   | Champion Promotions: Clash of the Gladiators 2                            | 2010年5月8日   |
| ○    | マイカル・クラーク         | 5分3R終了 判定2-1                          | Respect in the Cage 4                                                     | 2010年4月17日  |
| ○    | ジョバンニ・サハン         | 5分3R終了 判定3-0                          | Chaos in the Cage 6                                                       | 2010年2月27日  |
| ○    | ラティーフ・ウィリアムズ   | 1R 0:40 KO（肘打ち）                       | Battle in the Ballroom: SummerFist 3                                      | 2009年8月15日  |

## 獲得タイトル
- MEZ Sportsライトヘビー級王座（2010年）

## 表彰
- ブラジリアン柔術 紫帯
- UFC ファイト・オブ・ザ・ナイト（1回）
- UFC パフォーマンス・オブ・ザ・ナイト（1回）